# Idastrandia
Idastrandia is een geslacht van spinnen uit de familie springspinnen (Salticidae).

## Soorten
De volgende soorten zijn bij het geslacht ingedeeld:
- Idastrandia orientalis (Szombathy, 1915)